# Adrien Basin
Adrien Basin (trong khoảng 1457 đến 1476-sau năm 1498) là nhà soạn nhạc, ca sĩ, nhà ngoại giao người Pháp. Ông là thành viên của Trường phái Burgundy, đầu thời kỳ âm nhạc Phục hưng. Basin thường dược xếp với Antoine Busnois và Hayne van Ghizeghem như là một trong 3 ca sĩ riêng của Charles Dũng cảm, Bá tước vùng Bourgogne-Franche-Comté.

## Tiểu sử
Có ít thông tin về những năm đầu đời của Adrien Basin. Basin trở thành ca sĩ lần đầu tiên cho Isabella của Bourbon, vợ của Charles Dũng cảm. Sau đó, ông tham gia vào cung điện riêng của Charles, nơi Charles trở thành Bá tước. Không giống như nhiều nhà soạn nhạc của lãnh địa Burgundy, những người đến với Bá tước Charles và quân đội của người này (những người yêu thích âm nhạc như chiến tranh và ưa thích những phút giải trí bằng âm nhạc trong các cuộc hành quân), Basin vẫn dành hầu hết thời gian cho Bruges. Sau cái chết của vị bá tước trong trận Nancy vào năm 1477, Basin công tác ở lãnh địa như là một nhà ngoại giao, theo như ghi chép từ thập niên 1480. Ghi chép cuối cùng của vợ ông về ông là vào năm 1498, lúc ông lấy tên người anh trai (hoặc em trai) Pierre Basin.

## Phong cách âm nhạc
Một vài tác phẩm âm nhạc giấu tên có thể là của Adrien Basin. Những tác phẩm âm nhạc còn tồn tại của Adrien Basin mang phong cách thế tục. Trong những bài hát mang phong cách thế tục của ông, có một bài hát đã trở nên phổ biến, đó là Nos amys vous vous abusés. Bài hát này sau đó được sử dụng bởi một số nhà soạn nhạc, trong đó có Johannes Tinctoris, như là nguồn gốc cho các tác phẩm hợp xướng. Và một số lượng lớn các bản sao chép của bài hát này đã được tìm thấy, chúng nằm trong các bộ sưu tập khác nhau của Ba Lan và Bồ Đào Nha. Trước khi phương pháp in nhạc xuất hiện vào thế kỷ XVI, sự sắp xếp những bản sao chép này là hiếm hoi. Nos amys vous vous abusés có thể là tác phẩm duy nhất được viết bởi Adrien Basin. Những tác phẩm khác, những thứ thường được ghi chú là "Basin", có thể được sáng tác bởi người anh trai (hoặc em trai) Pierre.
Hiện không rõ thời gian sáng tác các bài hát của Adrien Basin, nhưng có thể chúng được sáng tác trong thời gian ông phục vụ cho Bá tước Charles. Những tác phẩm cuối cùng của ông hiện đã không còn hoặc tồn tại một cách hiếm hoi.

## Các tác phẩm
3 tác phẩm được cho là của Basin: 
- Nos amys vous vous abusés (một bản rondeau)
- Ma dame faytes moy savoir (tác phẩm này có ghi tên tác giả là "Basin", có thể là Pierre Basin)
- Vien'avante morte (cũng được ghi tên tác giả là "Basin", và cũng có thể là Pierre Basin)[2]